# North Branford
North Branford és una població dels Estats Units a l'estat de Connecticut. Segons el cens del 2005 tenia 14.398 habitants.

## Demografia
Segons el cens del 2000, North Branford tenia 13.906 habitants, 5.132 habitatges, i 3.869 famílies. La densitat de població era de 215,5 habitants/km².
Dels 5.132 habitatges en un 35,4% hi vivien nens de menys de 18 anys, en un 64,2% hi vivien parelles casades, en un 8% dones solteres, i en un 24,6% no eren unitats familiars. En el 20,5% dels habitatges hi vivien persones soles el 10,2% de les quals corresponia a persones de 65 anys o més que vivien soles. El nombre mitjà de persones vivint en cada habitatge era de 2,7 i el nombre mitjà de persones que vivien en cada família era de 3,15.
Per edats la població es repartia de la següent manera: un 25,6% tenia menys de 18 anys, un 5,7% entre 18 i 24, un 29,5% entre 25 i 44, un 25,5% de 45 a 60 i un 13,7% 65 anys o més.
L'edat mediana era de 39 anys. Per cada 100 dones de 18 o més anys hi havia 90,9 homes.
La renda mediana per habitatge era de 64.438 $ i la renda mediana per família de 71.813 $. Els homes tenien una renda mediana de 46.852 $ mentre que les dones 33.469 $. La renda per capita de la població era de 28.542 $. Aproximadament l'1,2% de les famílies i l'1,6% de la població estaven per davall del llindar de pobresa.